# Le Tableau
Pour les articles homonymes, voir Le Tableau (homonymie).
Le Tableau est une pièce de théâtre en un acte d'Eugène Ionesco qui a été publiée d'abord dans les Cahiers du Collège de 'Pataphysique puis créée à Paris, au théâtre de la Huchette, en octobre 1955. 
Mise en scène : Robert Postec
avec
- Maria Murano
- Pierre Leproux
- Pierre Chevallier
- Tsilla Chelton

## Personnages
- Le Gros Monsieur
- Alice, sa sœur
- Le Peintre
- La Voisine

## Argument
Le Gros Monsieur est un homme d'affaires irrésistible. Le Peintre, venu lui vendre une toile, finit par accepter de payer pour la location du mur où il a accroché le tableau. Alice, vieille, laide et malade, a été requise par son frère pour lui donner un coup de main. Après le départ du peintre, la relation entre le frère et sa sœur s'inverse : la créature chétive, qu'elle était, devient autoritaire et exigeante, brandissant le bâton avec lequel elle s'aidait. Le Gros Monsieur obéit craintivement mais, profitant d'une faiblesse, sort un pistolet. Coup de feu et coup de théâtre : la vieille se transforme en une beauté resplendissante. Survient la voisine, tout aussi vieille et laide, et le miracle se reproduit. De même le Peintre, revenu, est transformé en prince charmant. Au milieu de toute cette beauté rayonnante, seul le Gros Monsieur souffre de ne pouvoir changer lui aussi, et demande au public de le tuer.

## Analyse
La pièce porte en sous-titre guignolade et Ionesco insiste qu'elle « doit être jouée par des Auguste de cirque de la façon la plus exagérée, la plus idiote possible. Il ne faut pas donner aux personnages un contenu psychologique ; quant au contenu social, il est accidentel, secondaire ». D'après lui, « ce n'est que par une simplification extrême, grossière et puérile que la signification de cette farce peut se dégager et devenir vraisemblable à force d'invraisemblance et d'idiotie. L'idiotie peut constituer ce genre de simplification révélatrice ».
L'insistance de l'auteur sur le mot « idiotie » peut rester quelque peu énigmatique mais on ne peut manquer de noter le contraste entre esthétique et utilitaire qui se développe dans sa pièce. Et comme la plupart des thèmes classiques, il garantit pour toujours une certaine actualité à cette œuvre qui est, par ailleurs, sans grandes prétentions.